# Nilssonia formosa
Nilssonia formosa är en sköldpaddsart som beskrevs av den brittiske zoologen John Edward Gray 1869. Nilssonia formosa ingår i släktet Nilssonia och familjen lädersköldpaddor. Internationella naturvårdsunionen kategoriserar arten globalt som starkt hotad. Inga underarter finns listade i Catalogue of Life.
Arten förekommer i Myanmar och i angränsande områden av Kina.